# 나카오타이역
나카오타이역(일본어: 中小田井駅, なかおたいえき)은 일본 아이치현 나고야시 니시구에 위치한 나고야 철도의 역이다. 역 번호는 IY02이다. 원칙적으로는 보통 열차만 정차하지만 평일 아침 러시아워에는 일부 급행이 본 역과 시모오타이 역에 정차한다.

## 역 구조
- 3층의 고가역에서 8량 편성 대응의 상대식 승강장 2면 2선의 구조이다. 매표와 개찰구는 자동화되어 있고 역무원은 없다.
- 2층에는 개찰 1곳과 화장실 등이 있고, 승강장 기준으로 출입문은 가미오타이・이누야마 방향에 있다. 엘리베이터도 병설되었다.

### 승강장
| 번호 | 노선          | 방향 | 행선                                      |
| ---- | ------------- | ---- | ----------------------------------------- |
| 1    | ■ 이누야마 선 | 하행 | 가미오타이・이와쿠라・고난・이누야마 방면 |
| 2    | ■ 이누야마 선 | 상행 | 나고야・히가시오카자키・오타가와 방면     |

## 역 주변
- 나고야 나카오타이 우체국
- 아이치 현 아오이토리 의료 복지센터
- 오타이 성터 공원
- 헤이와도 나카오타이점
- 아이치 현도 163호 이치바나카오타이선

## 역사
- 1912년 8월 6일: 영업 개시.
- 1990년 10월 29일: 준급이 폐지된 보통 정차역이 됨.
- 1991년 10월 27일: 고가화.
- 2004년 2월 15일: 무인화와 동시에 SF파노라마 카드・유리카 사용 개시.
- 2011년 2월 11일: IC 카드 manaca 사용 개시.
- 2012년 2월 29일: 트랜 패스 공용 종료.

## 사진

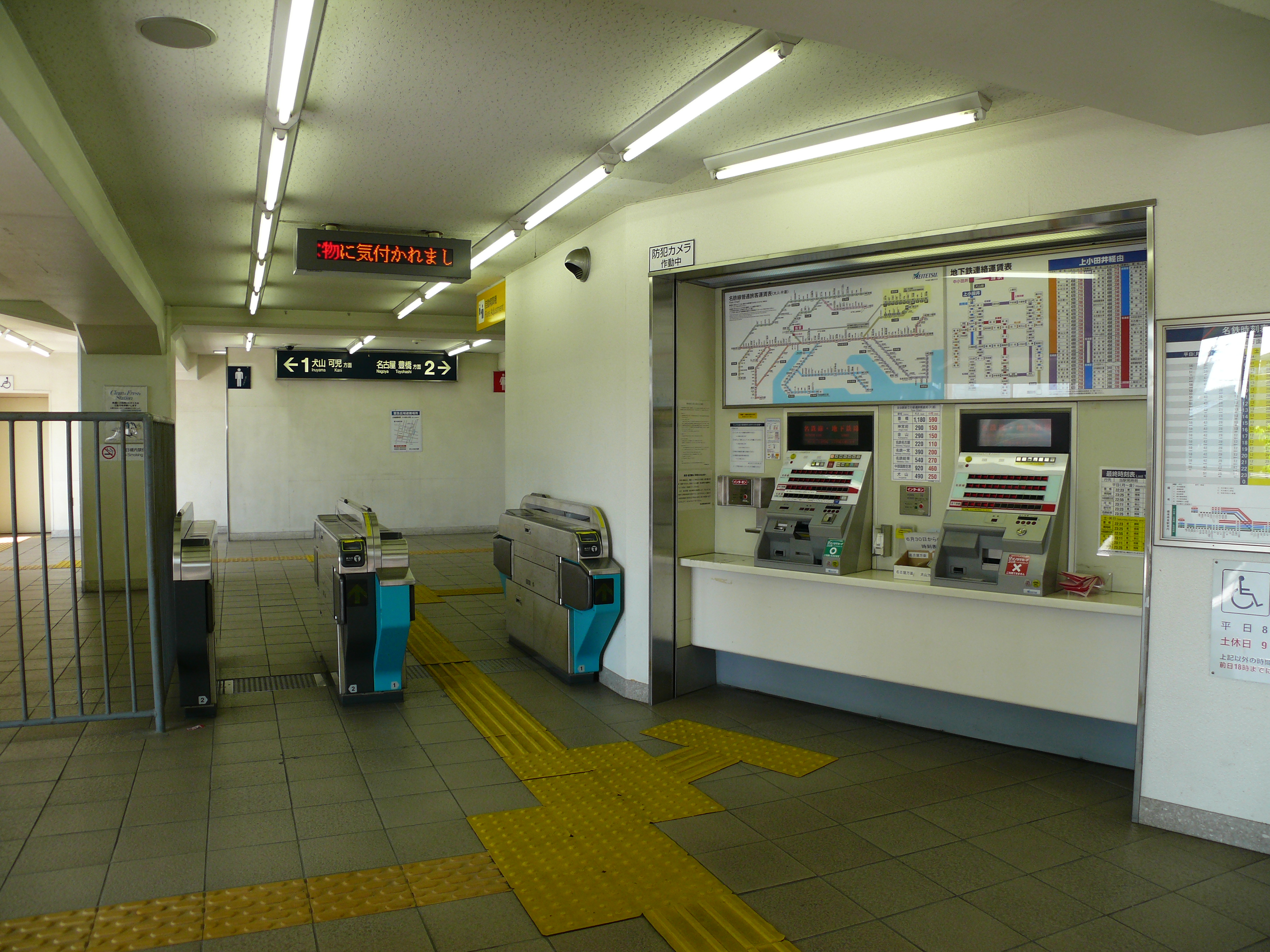
개찰구

## 인접역
| 나고야 철도 ■ 이누야마선                     | 나고야 철도 ■ 이누야마선 | 나고야 철도 ■ 이누야마선                  |
| -------------------------------------------- | ------------------------ | ----------------------------------------- |
| IY01 시모오타이 진구마에 분기・도요하시 방면 | ■ 급행 ■ 보통            | 가미오타이 IY03 메이테쓰기후・신카니 방면 |